# 2002-es labdarúgó-világbajnokság-selejtező (UEFA – 8. csoport)
A 2002-es labdarúgó-világbajnokság európai 8. selejtezőcsoportjának mérkőzéseit, és a csoport végeredményét tartalmazó lapja. A csoportban körmérkőzéses, oda-visszavágós rendszerben játszottak egymással a labdarúgó-válogatottak. A csoportelső automatikus résztvevője lett a 2002-es labdarúgó-világbajnokságnak.
A csoportban Grúzia, Litvánia, Magyarország, Olaszország és Románia szerepelt.
A csoportot Olaszország nyerte és kijutott a 2002-es világbajnokságra, a második helyet pedig Románia szerezte meg és játszhatott pótselejtezőt. 

## Tabella
| Hely. | Csapat       | M | Gy | D | V | G+ | G– | Gk  | P  | Továbbjutás                         |     | Olaszország | Románia | Grúzia | Magyarország | Litvánia |
| ----- | ------------ | - | -- | - | - | -- | -- | --- | -- | ----------------------------------- | --- | ----------- | ------- | ------ | ------------ | -------- |
| 1.    | Olaszország  | 8 | 6  | 2 | 0 | 16 | 3  | +13 | 20 | Kijutott a 2002-es világbajnokságra |     | —           | 3–0     | 2–0    | 1–0          | 4–0      |
| 2.    | Románia      | 8 | 5  | 1 | 2 | 10 | 7  | +3  | 16 | Továbbjutott a második fordulóba    |     | 0–2         | —       | 1–1    | 2–0          | 1–0      |
| 3.    | Grúzia       | 8 | 3  | 1 | 4 | 12 | 12 | 0   | 10 |                                     |     | 1–2         | 0–2     | —      | 3–1          | 2–0      |
| 4.    | Magyarország | 8 | 2  | 2 | 4 | 14 | 13 | +1  | 8  |                                     | 2–2 | 0–2         | 4–1     | —      | 1–1          |          |
| 5.    | Litvánia     | 8 | 0  | 2 | 6 | 3  | 20 | −17 | 2  |                                     | 0–0 | 1–2         | 0–4     | 1–6    | —            |          |

## Mérkőzések
| 2000. szeptember 3. |

| Magyarország    | 2–2         | Olaszország     |
| --------------- | ----------- | --------------- |
| Horváth 29' 78' | Jegyzőkönyv | Inzaghi 26' 35' |

| Népstadion, Budapest Nézőszám: 57,000 Játékvezető: Graham Barber (angol) |

| 2000. szeptember 3. |

| Románia   | 1–0         | Litvánia |
| --------- | ----------- | -------- |
| Ganea 89' | Jegyzőkönyv |          |

| Steaua Stadion, Bukarest Nézőszám: 3,000 Játékvezető: Morgan Norman (svéd) |

| 2000. október 7. |

| Olaszország                          | 3–0         | Románia |
| ------------------------------------ | ----------- | ------- |
| Inzaghi 13' Delvecchio 17' Totti 42' | Jegyzőkönyv |         |

| San Siro, Milánó Nézőszám: 54,297 Játékvezető: Jan Wegereef (holland) |

| 2000. október 7. |

| Litvánia | 0–4         | Grúzia                                          |
| -------- | ----------- | ----------------------------------------------- |
|          | Jegyzőkönyv | Ketsbaia 19' 35' Kinkladze 46' A. Arveladze 84' |

| Darius és Girėnas stadion, Kaunas Nézőszám: 2,317 Játékvezető: Ryszard Wójcik (lengyel) |

| 2000. október 11. |

| Olaszország                             | 2–0         | Grúzia |
| --------------------------------------- | ----------- | ------ |
| Del Piero 47' (11-esből) 87' (11-esből) | Jegyzőkönyv |        |

| Stadio del Conero, Ancona Nézőszám: 26,000 Játékvezető: Karl-Erik Nilsson (svéd) |

| 2000. október 11. |

| Litvánia    | 1–6         | Magyarország                                   |
| ----------- | ----------- | ---------------------------------------------- |
| Buitkus 71' | Jegyzőkönyv | Illés 25' Fehér M. 36' Horváth 67' Lisztes 84' |

| Darius és Girėnas stadion, Kaunas Nézőszám: 498 Játékvezető: Orhan Erdemir (török) |

| 2001. március 24. |

| Románia | 0–2         | Olaszország     |
| ------- | ----------- | --------------- |
|         | Jegyzőkönyv | Inzaghi 29' 33' |

| Steaua Stadion, Bukarest Nézőszám: 24,000 Játékvezető: Herbert Fandel (német) |

| 2001. március 24. |

| Magyarország            | 1–1         | Litvánia        |
| ----------------------- | ----------- | --------------- |
| Sebők V. 70' (11-esből) | Jegyzőkönyv | Ražanauskas 74' |

| Népstadion, Budapest Nézőszám: 15,200 Játékvezető: Vaszil Melnicsuk (ukrán) |

| 2001. március 28. |

| Olaszország               | 4–0         | Litvánia |
| ------------------------- | ----------- | -------- |
| Inzaghi 17' Del Piero 49' | Jegyzőkönyv |          |

| Stadio Nereo Rocco, Trieszt Nézőszám: 14,800 Játékvezető: Szergej Smolik (fehérorosz) |

| 2001. március 28. |

| Grúzia | 0–2         | Románia                    |
| ------ | ----------- | -------------------------- |
|        | Jegyzőkönyv | D. Munteanu 69' Contra 80' |

| Borisz Paicsadze Stadion, Tbiliszi Nézőszám: 27,000 Játékvezető: Rune Pedersen (norvég) |

| 2001. június 2. |

| Grúzia         | 1–2         | Olaszország              |
| -------------- | ----------- | ------------------------ |
| Gakhokidze 80' | Jegyzőkönyv | Delvecchio 45' Totti 66' |

| Borisz Paicsadze Stadion, Tbiliszi Nézőszám: 28,000 Játékvezető: Eduardo Iturralde González (spanyol) |

| 2001. június 2. |

| Románia           | 2–0         | Magyarország |
| ----------------- | ----------- | ------------ |
| M. Niculae 5' 54' | Jegyzőkönyv |              |

| Steaua Stadion, Bukarest Nézőszám: 20,526 Játékvezető: Éric Poulat (francia) |

| 2001. június 6. |

| Litvánia    | 1–2         | Románia                     |
| ----------- | ----------- | --------------------------- |
| Fomenka 86' | Jegyzőkönyv | A. Ilie 31' V. Moldovan 49' |

| Darius és Girėnas stadion, Kaunas Nézőszám: 4,900 Játékvezető: Anton Stredák (szlovák) |

| 2001. június 6. |

| Magyarország                                         | 4–1         | Grúzia         |
| ---------------------------------------------------- | ----------- | -------------- |
| Mátyus 40' V. Sebők 45' (11-esből) Korsós A. 55' 62' | Jegyzőkönyv | Kobiasvili 77' |

| Népstadion, Budapest Nézőszám: 7,325 Játékvezető: Hartmut Strampe (német) |

| 2001. szeptember 1. |

| Litvánia | 0–0         | Olaszország |
| -------- | ----------- | ----------- |
|          | Jegyzőkönyv |             |

| Darius és Girėnas stadion, Kaunas Nézőszám: 7,000 Játékvezető: Mario van der Ende (holland) |

| 2001. szeptember 1. |

| Grúzia                                     | 3–1         | Magyarország |
| ------------------------------------------ | ----------- | ------------ |
| S. Arveladze 32' Jamarauli 53' Iasvili 64' | Jegyzőkönyv | Mátyus 43'   |

| Lokomotiv stadion, Tbiliszi Nézőszám: 8,000 Játékvezető: Drago Koš (szlovén) |

| 2001. szeptember 5. |

| Magyarország | 0–2         | Románia                    |
| ------------ | ----------- | -------------------------- |
|              | Jegyzőkönyv | A. Ilie 11' M. Niculae 27' |

| Népstadion, Budapest Nézőszám: 6,000 Játékvezető: Hugh Dallas (skót) |

| 2001. szeptember 5. |

| Grúzia      | 2–0         | Litvánia |
| ----------- | ----------- | -------- |
| Iasvili 81' | Jegyzőkönyv |          |

| Lokomotiv stadion, Tbiliszi Nézőszám: 15,000 Játékvezető: Haim Jakov (izraeli) |

| 2001. október 6. |

| Olaszország   | 1–0         | Magyarország |
| ------------- | ----------- | ------------ |
| Del Piero 45' | Jegyzőkönyv |              |

| Ennio Tardini Stadion, Parma Nézőszám: 20,545 Játékvezető: Epifanio González (paraguayi) |

| 2001. október 6. |

| Románia         | 1–1         | Grúzia      |
| --------------- | ----------- | ----------- |
| Gh. Popescu 88' | Jegyzőkönyv | Iasvili 55' |

| Steaua Stadion, Bukarest Nézőszám: 16,500 Játékvezető: Ľuboš Micheľ (szlovák) |

## Góllövőlista
|  |  |